# 세우

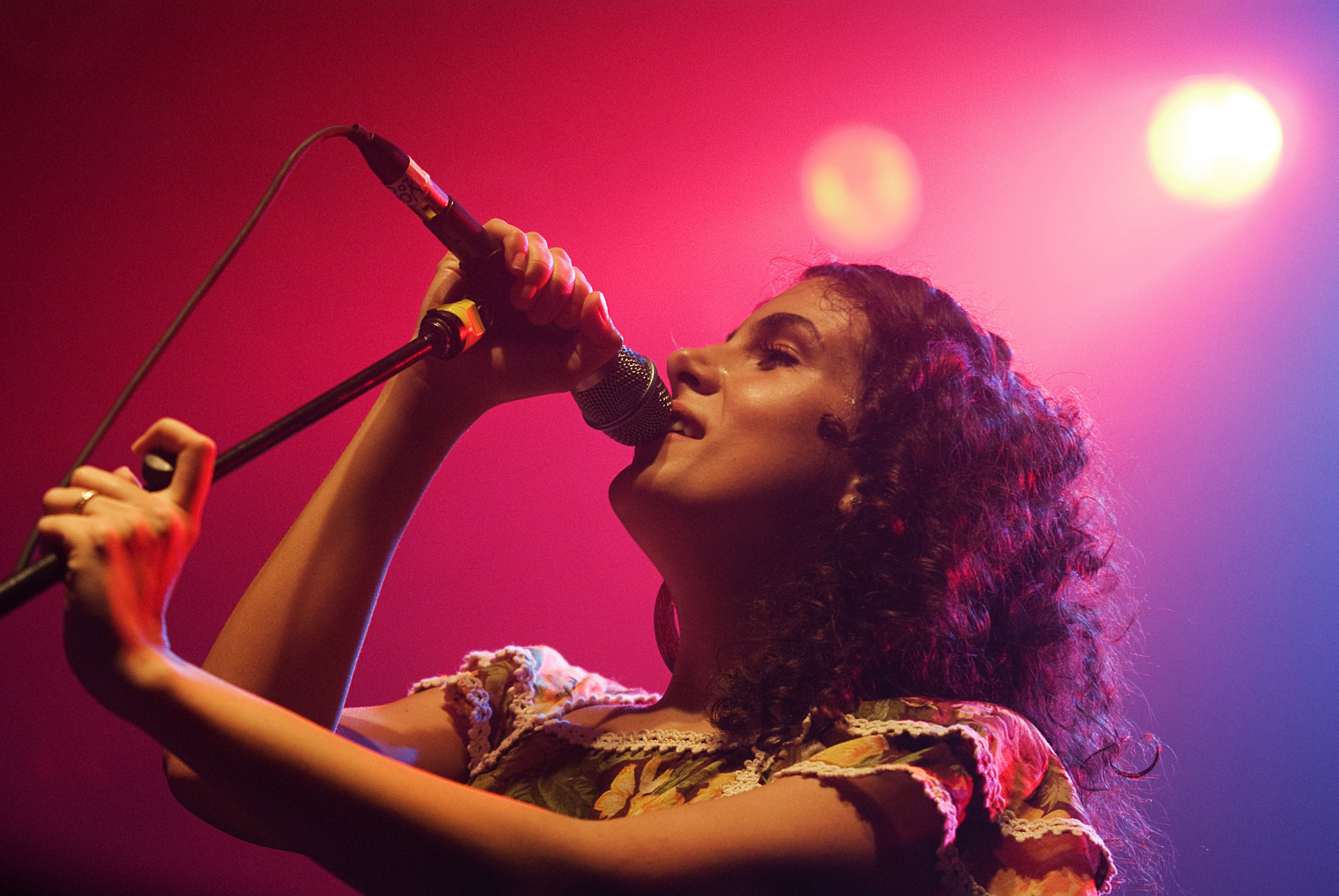

세우(Céu, 포르투갈어 발음: [sɛw]; 1980년 4월 17일 출생, 본명: Maria do Céu Whitaker Poças)는 브라질의 싱어송라이터로 2007년 4월 식스 디그리스 레코드(Six Degrees Records) 레이블에서 첫 미국 앨범을 발매했다.

## 경력
세우는 브라질 상파울루의 음악가 집안에서 태어났다. 아버지는 작곡가, 편곡가, 음악 학자였다. 아버지로부터 브라질의 클래식 음악 작곡가, 특히 에이토르 빌라-로보스, 에르네스토 나자레, 올랜도 실바를 감상하는 법을 배웠다.
15세에 음악가가 되기로 결심했고 10대 후반에는 음악 이론과 비올라오(나일론 줄의 브라질 기타)를 공부했다. 그녀의 노래는 삼바, 살사, 초로, 소울, 리듬 앤 블루스, 힙합, 아프로비트, 일렉트로재즈 음악 등 많은 영향을 드러낸다.
아프리카계 미국인 빌리 홀리데이, 엘라 피츠제럴드, 로린 힐, 에리카 바두, 호르헤 벤의 음악에 영향을 받았다고 언급한다.
세우는 10대 후반에 유명한 예술가들과 함께 무대에서 공연을 하고 있었고 기계의 레퍼토리(세기 전환기 카니발 음악)를 탐구하고 있었다. 얼마 지나지 않아 잠시 뉴욕으로 이주하여 동료 브라질 음악가 안토니오 핀토를 만날 기회를 가졌다. 나중에 그녀는 그가 실제로 먼 사촌이라는 것을 알게 되었다. 영화 O Ano em Que Meus Pais Saíram de Férias (2007)의 악보를 작곡한 수석 프로듀서 베토 빌라레스와 팀을 이루어 그녀의 앨범 녹음을 도우면서 그들의 관계가 다시 시작되었다. 세우의 노래 "Ave Cruz"를 프로듀싱한 안토니오 핀토는 오스카상 후보에 오른 두 편의 영화인 센트럴 스테이션(1999)과 시티 오브 갓(2002)의 악보를 작곡했다.
상파울루에 기반을 둔 어번 정글(Urban Jungle)에서 2005년에 처음 발행된 그녀의 셀프 타이틀 데뷔 앨범 Céu는 미국과 영국의 Six Degrees/Starbucks/Hear Music, 일본의 JVC, 프랑스와 네덜란드의 하모니아 문디(Harmonia Mundi)에 선정되었다. 이 앨범을 위해 세우는 2006년 라틴 그래미상 "최고의 신인 아티스트" 후보에 올랐고 2008년에는 베스트 컨템포러리 월드 뮤직 앨범 부문 그래미상 후보에 올랐다.
2009년 비평가들의 찬사를 받은 그녀의 두 번째 앨범 Vagarosa는 미국 빌보드의 월드 뮤직 차트에서 2위에 올랐다. 이 앨범은 이후 2010년 라틴 그래미상 최우수 브라질 컨템포러리 팝 앨범 부문 후보에 올랐다. 2010년에 세우는 허비 한콕의 초대를 받아 The Imagine Project 앨범의 "Tempo de Amor" 버전을 녹음했다.
2011년에 그녀는 아폴로 노브(Apollo Nove) 및 N.A.S.A와 공동으로 "It's a Long Way" 트랙 버전을 제공했다. 레드 핫 오거나이제이션(Red Hot Organization)의 가장 최근 자선 앨범인 Red Hot + Rio 2의 경우 이 앨범은 1996년 Red Hot + Rio의 후속작이다. 2012년, 세우는 그녀의 세 번째 앨범 Caravana Sereia Bloom으로 "베스트 컨템포러리 브라질 팝 앨범" 부문에서 세 번째 라틴 그래미상 후보에 올랐다.
2014년에 그녀는 브라질에서 Céu – Ao Vivo라는 제목의 첫 번째 라이브 DVD/CD를 출시했다. 콘서트는 2014년 8월 상파울루에서 촬영되었으며 이전에 공개되지 않은 역대 명곡 "Piel Canela"와 "Mais Uma Noite de Amor"의 커버 버전, 밴드의 비하인드 영상 등 총 15개의 트랙이 포함되어 있다. Céu – Ao Vivo에는 세우의 최고 히트곡인 "Lenda", "Malemolência", "10 Contados", "Cangote" 및 "Baile de Ilusão"의 라이브 버전도 포함되어 있다.
2016년 네 번째 정규 앨범 Tropix를 발매했다. 그녀는 가디언 및 뉴욕타임스와 같은 간행물에서 비평가들의 찬사를 받았다. 그녀는 또한 같은 해 최고의 포르투갈어 컨템포러리 팝 앨범 부문에서 첫 라틴 그래미상을 수상했다.
앨범 APKA는 상파울루 예술 비평가 협회(São Paulo Association of Art Critics)가 선정한 2019년 하반기 최고의 브라질 앨범 25개 중 하나로 선정되었다.

## 음반
- Céu (2005)
- Remixed EP (2007)
- Vagarosa (2009)
- Caravana Sereia Bloom (2012)
- Céu – Ao Vivo (2014)
- Tropix (2016)
- Apká! (2019)
- Um Gosto de Sol (2021)